# Melanezieni

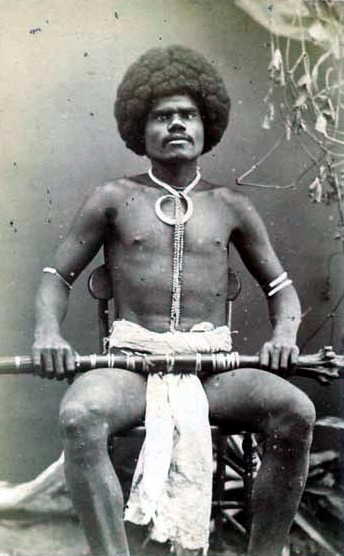
Un războinic din munți în Fiji, fotografie de Francis Herbert Dufty, anii 1870.

Melanezienii sunt populația indigenă și predominantă a Melaneziei, într-o zonă ce se extinde de la Noua Guinee până la insulele Fiji. Majoritatea vorbesc una dintre numeroasele limbi ale familiei de limbi austroneziene (în special cele din ramura oceanică) sau una dintre numeroasele familii de limbi papuane neînrudite. Există mai multe limbi creole în regiune, cum ar fi Tok Pisin, Hiri Motu, pidginul Insulelor Solomon, Bislama și Malay Papua.